# Port Moody-Burnaby Mountain (circonscription britanno-colombienne)
Pour les articles homonymes, voir Moody et Burnaby (homonymie).
Circonscription électorale provinciale du Canada
Port Moody-Burnaby Mountain est une ancienne circonscription provinciale de la Colombie-Britannique représentée à l'Assemblée législative de la Colombie-Britannique de 1991 à 2001.

## Géographie
La circonscription représentait une région autour de Port Moody et de Burnaby.

## Liste des députés
| Législature                                                                           | Années                                                                                | Député                                                                                | Député                                                                                | Parti                                                                                 |
| Port Moody-Burnaby Mountain Circonscription issue de Coquitlam-Moody et Burnaby North | Port Moody-Burnaby Mountain Circonscription issue de Coquitlam-Moody et Burnaby North | Port Moody-Burnaby Mountain Circonscription issue de Coquitlam-Moody et Burnaby North | Port Moody-Burnaby Mountain Circonscription issue de Coquitlam-Moody et Burnaby North | Port Moody-Burnaby Mountain Circonscription issue de Coquitlam-Moody et Burnaby North |
| ------------------------------------------------------------------------------------- | ------------------------------------------------------------------------------------- | ------------------------------------------------------------------------------------- | ------------------------------------------------------------------------------------- | ------------------------------------------------------------------------------------- |
| 35e                                                                                   | 1991–1994                                                                             |                                                                                       | Barbara E. Copping                                                                    | Néo-démocratique                                                                      |
| 36e                                                                                   | 1996–2001                                                                             |                                                                                       | Christy Clark                                                                         | Libéral                                                                               |
| Circonscription abolie, voir Port Moody-Westwood et Burnaby North                     |                                                                                       |                                                                                       |                                                                                       |                                                                                       |